# Teracom Mobil
Teracom Mobil AB (tidigare Netett Sverige AB) var en teleoperatör som ägdes av Teracom Group AB. Företaget bedrev verksamhet inom mobilt bredband i Sverige. Operatören erhöll 2005 licens för utbyggnaden av ett tredje generationens mobiltelefoninät i 450 MHz-bandet med hjälp av CDMA2000-teknik. Bolaget täckte över 90% av Sveriges yta med turbo-3G. Bolagets huvudkontor låg i Stockholm. Varumärket bytte namn till Net1 i Sverige den 10 maj 2010, tidigare var namnet ice.net. Den 25 februari 2019 meddelade Teracom att man köper den svenska delen av Net 1. I februari 2020 bytte Netett Sverige AB namn till Teracom Mobil AB, dock skulle varumärket Net1 fortsätta användas tillsvidare.
I december 2021 slutade Teracom Mobil sälja nya bredbandsabonnemang till hushåll och företag. I oktober 2022 meddelade Teracom Mobil sina befintliga kunder att även deras bredbandsanslutningar upphör den sista januari 2023. Syftet till nedstängningen uppges vara att Teracom renodlar sin verksamhet för nät till samhällsviktiga aktörer i syfte att stärka Sveriges totalförsvar. Teracom kommer även att samla sina tjänster till samhällsviktiga aktörer under Teracom Samhällsnät. Anslutningarna i Teracom Mobils nät upphörde att fungera 31 januari 2023.
Kunder som utgör samhällsviktiga aktörer flyttas till Teracom AB, övriga sägs upp.
Bolaget Teracom Mobil AB har upphört.

## Teknik
Bolaget grundades för att ta vara på de frekvenser som användes av Telias analoga NMT450-nät och använda dessa tillsammans med en nordamerikansk teknik ur CDMA2000-familjen. Detta val gjordes eftersom ett CDMA-nät "får plats" i det begränsade frekvensutrymmet med sina 1,25 MHz breda kanaler medan WCDMA kräver 5 MHz breda kanaler. Post- och Telestyrelsen höll en auktion som 17 februari 2005 som vanns av Nordisk Mobiltelefon AB. Tillståndet gällde i 15 år och började gälla 4 mars 2005.
Inför att Telias tillstånd att bedriva NMT450 i den andra delen av 450-bandet gick ut 31 december 2007 tilldelades NMAB återstoden av NMT450-frekvenserna som en utökning av det existerande tillståndet. Beslutet om tilldelningen överklagades av Generic Mobile Systems Sweden AB, men överklagandet avslogs av länsrätten. det vill säga 2 x 2,7 MHz vilket motsvarade ytterligare två CDMA-kanaler.
Nätet påbörjades med kinesiska ZTE som utrustningsleverantör och omfattade först CDMA EV-DO Rev. 0 (en duplexkanal) för bredbandsdata. Efter att man tilldelats ytterligare två duplexkanaler så användes en eller två kanaler för telefoni (CDMA 1X) och en eller två kanaler EV-DO Rev. A för bredbandsdata, beroende på lokala behov. I och med övergången till Ericsson som systemleverantör avsåg bolaget uppgradera till EV-DO Rev. B och skulle därmed endast behöva rena datakanaler som genom bättre tjänstekvalitet kunde använda sig av VoIP. Detta motsvarar den tekniska lösning som kan användas för telefoni i LTE-nät.
Den 1 juli 2010 beslutade PTS att öka frekvenstilldelningen från 2 x 4,5 MHz till 2 x 5 MHz. Detta gjorde att bolaget kunde använda fyra duplexkanaler. De nya frekvenserna delas med existerande landmobilradioanvändare på non-interference non-protected-basis, det vill säga att tillståndshavaren förbinder sig att inte orsaka skadliga störningar och inte heller göra anspråk på skydd från andra radiokommunikationstjänster. Net1 införde LTE-teknik under 2015.
Den 6 februari 2018 meddelade PTS att Netett Sverige AB i ett auktionsförfarande återigen tilldelats frekvensbandet 450 MHz. Lägsta bud for att få delta i auktionen var 10 miljoner svenska kronor. Vid tidpunkten för sista ansökningsdag hade två ansökningar inkommit. Ansökningarna från Netett Sverige AB och Telia Sverige AB godkändes och gick vidare till budöppning den 6 februari 2018. Vid budöppningen konstaterades att det vinnande budet på 91 300 102 svenska kronor kom från Netett och det näst högsta budet kom 40 167 000 svenska kronor från Telia. Därmed tilldelades Netett tillståndet till en avgift på 40 167 000 kronor i auktionslikvid.
Net1's nuvarande tillstånd att använda radiosändare i 450-bandet gäller från och med den 5 mars 2020 till och med den 31 december 2044.

### Leverantörer
I februari 2010 valde företaget Ericsson som ny systemleverantör. Affären med Ericsson omfattade 1 000 basstationer.
I november 2014 tecknade Ainmt, bolaget bakom dåvarande Net1, avtal med Alcatel-Lucent om uppgradering av näten i Sverige, Norge och Danmark. Servicekontraktet övertogs sedermera av Nokia.
I mars 2020 valde Teracom Mobil AB Ericsson som ny leverantör av nätutrustning. för en modernisering av företagets 4G-nät, bland annat teknikbyte, 5G-förberedelse och nätutbyggnad.

## VD
- - mars 2009: Rikard Slunga[15]
- mars 2009-juni 2011: Per Borgklint[16]
- juni 2011: Jean-Daniel Fouchard (tillförordnad)[17]
- juli 2011-december 2012: Åsa Sundberg[18]
- december 2012-mars 2019: Linus Jönsson[19]
- mars 2019 - : Maria Sandgren[20]

## Ägare
Företaget köptes i början av 2009 av amerikanska Access Industries efter att ha ställt in betalningarna. Access Industries ägde tidigare Bredbandsbolaget tillsammans med Wallenbergs investmentbolag Investor innan det såldes till norska Telenor. Access Industries äger i sin tur AINMT Holding AB, med dotterbolaget Ice group Scandinavia Holdings A/S, ägare av Net 1. Den 25 februari 2019 meddelade Teracom att man köper den svenska delen av Net 1. Bakgrunden till att Teracom förvärvade Net 1 var att med statlig kontroll och rådighet långsiktigt säkerställa telekommunikation via mobilt bredband till myndigheter och bolag via 450 MHz-bandet. Den 14 mars 2019 slutförde Teracom förvärvet av den svenska delen av Net 1. I februari 2020 bytte Netett Sverige AB namn till Teracom Mobil AB, dock skulle varumärket Net1 fortsätta användas tillsvidare.

## Marknader
Net 1 finns idag etablerade på följande marknader:
- Danmark
- Indonesien
- Norge
- Sverige